# Antipapa Félix II
Félix II (Roma, c. 287 — Roma, 365) é geralmente considerado um antipapa devido a controvérsias em sua eleição e papado, tendo sido colocado no trono papal em 356, quando o Papa Libério foi banido pelo imperador Constâncio II por se recusar a subscrever a sentença de condenação contra Atanásio de Alexandria. A eleição de Félix opunha-se aos desejos do clero e do povo, e a cerimônia da sua consagração foi oficiada por religiosos da corte.
Em 357, sob pedido urgente de um grupo influente de nobres romanos, Constâncio concordou libertar Libério com a condição de que este assinasse o credo semi-Ariano em detrimento do Credo de Niceia. Constâncio ainda tentou a partilha do poder papal por Libério e Félix, mas Libério, ao entrar em Roma no ano seguinte, foi recebido por todas as classes com tanto entusiasmo que Félix se sentiu forçado a sair imediatamente de Roma.
Quanto ao resto da sua vida, pouco se sabe e os relatos são contraditórios. No entanto, terá passado os últimos anos da sua vida na sua propriedade próxima do Porto (atual Fiumicino). Morreu em 22 de novembro de 365, sendo incluído na lista de mártires, celebrado a 29 de Julho. Em edições mais recentes seu nome já aparece sem a descrição "Papa" ou "II".
Conta-se que durante o papado de Gregório XIII, foi discutida a presença de Félix na lista de papas e, para procurar ajuda divina na decisão, abriu-se o seu sarcófago. Foi reportado terem encontrado as palavras "Papa e Mártir" inscritas no seu corpo.
Por conta disso, foi contabilizado na lista dos Papas como Félix II, e os Papas sucessivos com o mesmo nome (Papa Félix III e Papa Félix IV) receberam tais numerais, como foi o antipapa Félix V.